# Bruce Kessler
Bruce Kessler (Seattle (Washington), 23 maart 1936 – Marina del Rey (Californië), 4 april 2024) was een Formule 1-coureur en film- en televisieregisseur uit de Verenigde Staten. Hij reed de Grand Prix van Monaco van 1958 voor het team Connaught Engineering, maar scoorde hierin geen punten.
Kessler overleed 4 april 2024 op 88-jarige leeftijd.